# Сентлеринц
Сентлеринц (мађ. Szentlőrinc, хрв. Selurinac) град је у јужној Мађарској. Сентлеринц је град у оквиру жупаније Барања.
Град има 7.060 становника према подацима из 2008. године.

## Географија
Град Сентлеринц се налази у јужном делу Мађарске. Од престонице Будимпеште град је удаљен око 220 километара јужно. Од најближег већег града Печуја град је удаљен свега 20 километара западно. Град се налази у средињшем делу Панонске низије, у јужној подгорини острвске планине Мечек. Надморска висина места је 118 m.

## Прошлост
Мештанин Никола Димитријевић купец (трговац) набавио је пренумерацијом Видаковићеву књигу 1823. године.

## Становништво

### Попис1910.
| Сентлеринц | Сентлеринц |
| --- | --- |
| Језик | Вера |
| укупно: 2.724 Мађарски 2.691 (98,78%) Немачки 22 (0,80%) Словачки 5 (0,18%) Хрватски 4 (0,14%) остали 2 (0,07%) | <div style="border:solid transparent;position:absolute;width:100px;line-height:0; укупно: 2.724 Римокатол. 2.494 (91,55%) Калвинисти 121 (4,44%) Јевреји 71 (2,60%) Лутерани 38 (1,39%) - (-%) |

## Галерија
- Дворац Естерхази
- Римокатоличка црква у граду
- Реформатска црква у граду